# Kunrei
 (septembre 2014).
Si vous disposez d'ouvrages ou d'articles de référence ou si vous connaissez des sites web de qualité traitant du thème abordé ici, merci de compléter l'article en donnant les références utiles à sa vérifiabilité et en les liant à la section « Notes et références ».
 (septembre 2014).
- Si vous ne connaissez pas le sujet, laissez ce bandeau (vous pouvez alors contacter les auteurs).
- Si vous supprimez le contenu mis en cause (vous pouvez préalablement contacter les auteurs),

argumentez précisément cette suppression dans la page de discussion
(un manque de référence n'est pas un argument ; une recherche réelle de référence doit avoir été effectuée, être formellement documentée).
La méthode Kunrei (訓令式系統) est une méthode de romanisation du japonais.
Elle a été introduite par le ministère japonais de l’Éducation dans une série de circulaires de 1937 à 1954.
Comme le système Nihon-shiki, elle est fondée sur une structure logique (produit cartésien de consonnes initiales et de voyelles finales), mais préfère la prononciation phonétique pour les particules enclitiques.
La norme ISO 3602:1989 l’institue comme norme officielle de transcription du japonais. Cependant, en pratique, la transcription Hepburn reste la plus fréquemment utilisée, notamment dans les livres d’apprentissage du japonais.

## Tableau de transcription des syllabaires
| あ a     | い i  | う u     | え e  | お o     |
| -------- | ----- | -------- | ----- | -------- |
|          |       |          |       |          |
| か ka    | き ki | く ku    | け ke | こ ko    |
| さ sa    | し si | す su    | せ se | そ so    |
| た ta    | ち ti | つ tu    | て te | と to    |
| な na    | に ni | ぬ nu    | ね ne | の no    |
| は ha    | ひ hi | ふ hu    | へ he | ほ ho    |
| ま ma    | み mi | む mu    | め me | も mo    |
| や ya    |       | ゆ yu    |       | よ yo    |
| ら ra    | り ri | る ru    | れ re | ろ ro    |
| わ wa    | ゐ wi |          | ゑ we | を o     |
|          |       |          |       | ん n     |
|          |       |          |       |          |
| が ga    | ぎ gi | ぐ gu    | げ ge | ご go    |
| ざ za    | じ zi | ず zu    | ぜ ze | ぞ zo    |
| だ da    | ぢ zi | づ zu    | で de | ど do    |
| ば ba    | び bi | ぶ bu    | べ be | ぼ bo    |
| ぱ pa    | ぴ pi | ぷ pu    | ぺ pe | ぽ po    |
|          |       |          |       |          |
| きゃ kya |       | きゅ kyu |       | きょ kyo |
| ぎゃ gya |       | ぎゅ gyu |       | ぎょ gyo |
| しゃ sya |       | しゅ syu |       | しょ syo |
| ちゃ tya |       | ちゅ tyu |       | ちょ tyo |
| じゃ zya |       | じゅ zyu |       | じょ zyo |
| にゃ nya |       | にゅ nyu |       | にょ nyo |
| ひゃ hya |       | ひゅ hyu |       | ひょ hyo |
| びゃ bya |       | びゅ byu |       | びょ byo |
| ぴゃ pya |       | ぴゅ pyu |       | ぴょ pyo |
| みゃ mya |       | みゅ myu |       | みょ myo |
| りゃ rya |       | りゅ ryu |       | りょ ryo |

Les caractères en rouge sont maintenant obsolètes.
Les caractères en bleu sont les syllabes sur lesquelles les transcriptions diffèrent de la transcription Hepburn.